# Susanne Sundfør

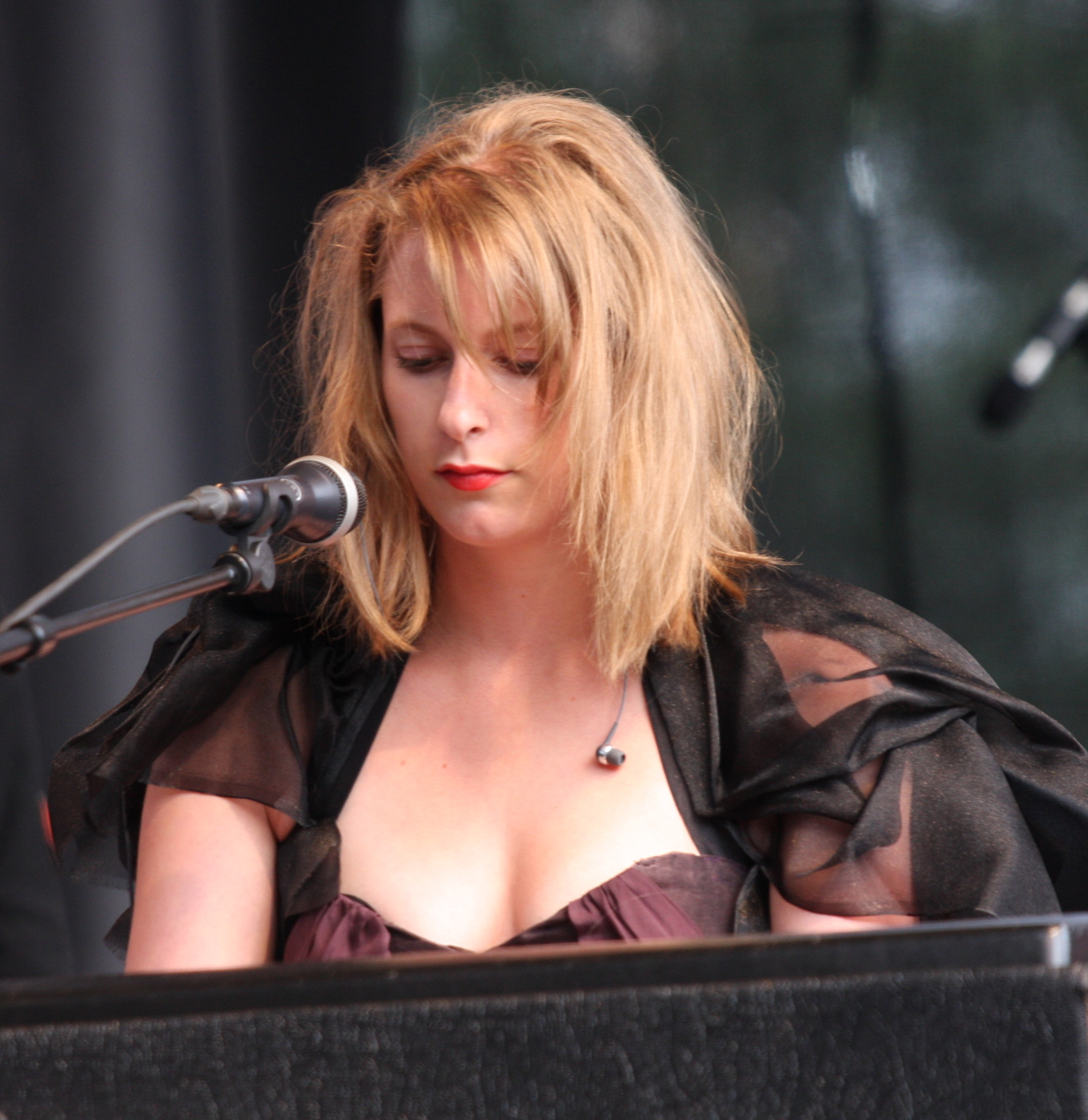
Susanne Sundfør, 2010

Susanne Aartun Sundfør (* 19. März 1986 in Haugesund) ist eine norwegische Singer-Songwriterin.

## Werdegang
Seit 2007 gewann Sundfør fünfmal in verschiedenen Kategorien den Spellemannprisen, einen norwegischen Musikpreis, der jährlich vergeben wird und als norwegisches Pendant zum US-amerikanischen Grammy gesehen werden kann. Zusätzlich war sie mehrfach nominiert.
Ihre Musik kombiniert klassische Elemente, Instrumentalversionen und Synthesizer mit ihrem Gesang. Sie spielt Gitarre und Klavier und begleitet sich bei ihren Konzerten selbst am E-Piano. Als musikalische Referenzen gibt sie Radiohead, Scott Walker, Jeff Buckley, Rufus Wainwright, Ane Brun, Fleetwood Mac, Beyoncé Knowles und Thomas Dybdahl an.

## Diskografie

### Alben
| Jahr | Titel                       | Höchstplatzierung, Gesamtwochen, AuszeichnungChartplatzierungen (Jahr, Titel, Platzierungen, Wochen, Auszeichnungen, Anmerkungen) | Höchstplatzierung, Gesamtwochen, AuszeichnungChartplatzierungen (Jahr, Titel, Platzierungen, Wochen, Auszeichnungen, Anmerkungen) | Anmerkungen                            |
| Jahr | Titel                       | NO | UK | Anmerkungen                            |
| ---- | --------------------------- | --- | --- | -------------------------------------- |
| 2007 | Susanne Sundfør             | NO3 (24 Wo.)NO | — |                                        |
| 2008 | Take One                    | NO32 (1 Wo.)NO | — |                                        |
| 2010 | The Brothel                 | NO1 ×2Doppelplatin · (31 Wo.)NO                                                                                                   | — |                                        |
| 2012 | The Silicone Veil           | NO1 (46 Wo.)NO | — | Erstveröffentlichung: 5. Oktober 2012  |
| 2015 | Ten Love Songs              | NO1 Gold · (65 Wo.)NO | UK78 (1 Wo.)UK | Erstveröffentlichung: 13. Februar 2015 |
| 2017 | Music For People In Trouble | NO1 Gold · (18 Wo.)NO | UK93 (1 Wo.)UK | Erstveröffentlichung: 25. August 2017  |
| 2023 | Blómi                       | NO2 (3 Wo.)NO | — | Erstveröffentlichung: 28. April 2023   |

Weitere Alben
- 2020: Self Portrait Original Soundtrack

### Singles
| Jahr | Titel Album                           | Höchstplatzierung, Gesamtwochen, AuszeichnungChartsChartplatzierungen (Jahr, Titel, Album, Platzierungen, Wochen, Auszeichnungen, Anmerkungen) | Anmerkungen                                                            |
| Jahr | Titel Album                           | NO | Anmerkungen                                                            |
| ---- | ------------------------------------- | --- | ---------------------------------------------------------------------- |
| 2007 | Walls Susanne Sundfør                 | NO3 (6 Wo.)NO |                                                                        |
| 2010 | The Brothel                           | NO2 (9 Wo.)NO |                                                                        |
| 2011 | Kapitulera –                          | NO12 (2 Wo.)NO | Timbuktu feat. Susanne Sundfør                                         |
| 2012 | White Foxes The Silicone Veil         | NO19 (1 Wo.)NO |                                                                        |
| 2012 | Running To The Sea The Inevitable End | NO14 (10 Wo.)NO | Erstveröffentlichung: 22. November 2013 Röyksopp feat. Susanne Sundfør |
| 2014 | Fade Away Ten Love Songs              | NO25 (2 Wo.)NO | Erstveröffentlichung: 28. November 2014                                |
| 2016 | Never Ever –                          | NO22 (7 Wo.)NO | Erstveröffentlichung: 9. September 2016 Röyksopp feat. Susanne Sundfør |

Weitere Singles
- 2007: I Resign
- 2010: It’s All Gone Tomorrow
- 2011: Turkish Delight
- 2012: The Silicone Veil
- 2015: Fade Away (NO: Gold)
- 2016: Never Ever (mit Röyksopp)
- 2022: If You Want Me (mit Röyksopp)
- 2022: The Mourning Sun (mit Röyksopp)
- 2022: Oh, Lover (mit Röyksopp)
- 2022: Tell Him (mit Röyksopp)
- 2022: Stay Awhile (mit Röyksopp)

## Auszeichnungen
2007
- Spellemannprisen in der Kategorie beste Künstlerin für das Album Susanne Sundfør
- Spellemannprisen in der Kategorie Newcomer des Jahres für das Album Susanne Sundfør

2010
- Nominierung: Spellemannprisen in der Kategorie TONOs komponistpris für das Album The Brothel
- Spellemannprisen in der Kategorie Texter für das Album The Brothel

2012
- Nominierung: Spellemannprisen in der Kategorie Pop für das Album The Silicone Veil

2014
- P3 Gull in der Kategorie P3-Preis[5]

2015
- Spellemannprisen in der Kategorie Popsolist für das Album Ten Love Songs
- Spellemannprisen in der Kategorie Album des Jahres für das Album Ten Love Songs
- Spellemannprisen in der Kategorie Produzent des Jahres
- Nominierung: Spellemannprisen in der Kategorie Lied des Jahres für Delirious